# Stenomys niobe
Il ratto montano della Nuova Guinea orientale (Stenomys niobe  Thomas, 1906) è un roditore della famiglia dei Muridi endemico della Nuova Guinea.

## Descrizione
Roditore di piccole dimensioni, con la lunghezza della testa e del corpo tra 90 e 135 mm, la lunghezza della coda tra 115 e 145 mm, la lunghezza del piede tra 24,5 e 29,1 mm, la lunghezza delle orecchie tra 15,4 e 19,6 mm e un peso fino a 55,5 g.

La pelliccia è estremamente soffice. Il colore delle parti superiori è marrone scuro misto dorsalmente al rossiccio. Le vibrisse sono lunghe 30 mm, le orecchie sono marrone scuro. Le parti ventrali sono giallo-brunastre, con la base dei peli bruno-nerastre. Le mani sono bianche, i piedi sono bianco-grigiastri. La coda è più lunga della testa e del corpo, è uniformemente marrone scuro ed ha 15-17 anelli di scaglie per centimetro. Il cariotipo è 2n=32 FN=60.

## Biologia

### Comportamento
È una specie terricola. Costruisce cunicoli a forma di U, con due entrate. Talvolta costruisce nidi d'erba. Il suo raggio d'azione è di circa 60 metri, alcune volte anche fino a 300 metri.

### Riproduzione
La riproduzione avviene durante tutto l'anno. Le femmine danno alla luce 1-3 piccoli alla volta.

## Distribuzione e habitat
Questa specie è diffusa nella parte orientale della cordigliera centrale della Nuova Guinea e nella Penisola di Huon
Vive nelle foreste muschiose tropicali, in foreste degradate e in vecchi campi agricoli tra 762 e 4.050 metri di altitudine.

## Conservazione
La IUCN Red List, considerato il vasto areale, la popolazione numerosa e la mancanza di reali minacce, classifica S.niobe come specie a rischio minimo (Least Concern).